# Schauinslandstraße
Die Schauinslandstraße oder auch Landesstraße 124 ist eine Straße im Südschwarzwald auf der Gemarkung von Freiburg im Breisgau und (im unteren Teil) Horben, die mit einem Höhenunterschied von über 800 Meter auf den 1284,4 m hohen Schauinsland führt. Bekannt wurde sie durch die ADAC-Schauinsland-Rennen, die zwischen 1925 und 1984 durchgeführt wurden.

## Verlauf
Heute beginnt die Schauinslandstraße im Anschluss an die Günterstalstraße an der Holbeinstraße im Freiburger Stadtteil Wiehre  auf 286 m ü. NHN und endet am Notschrei auf 1120,1 m ü. NHN bei der Einmündung in die Landesstraße 126. Sie verläuft außer über Freiburg und Horben auf der Passhöhe auch über Oberried-Hofsgrund und streift vor der Halde kurz Münstertal-Stohren.

## Geschichte

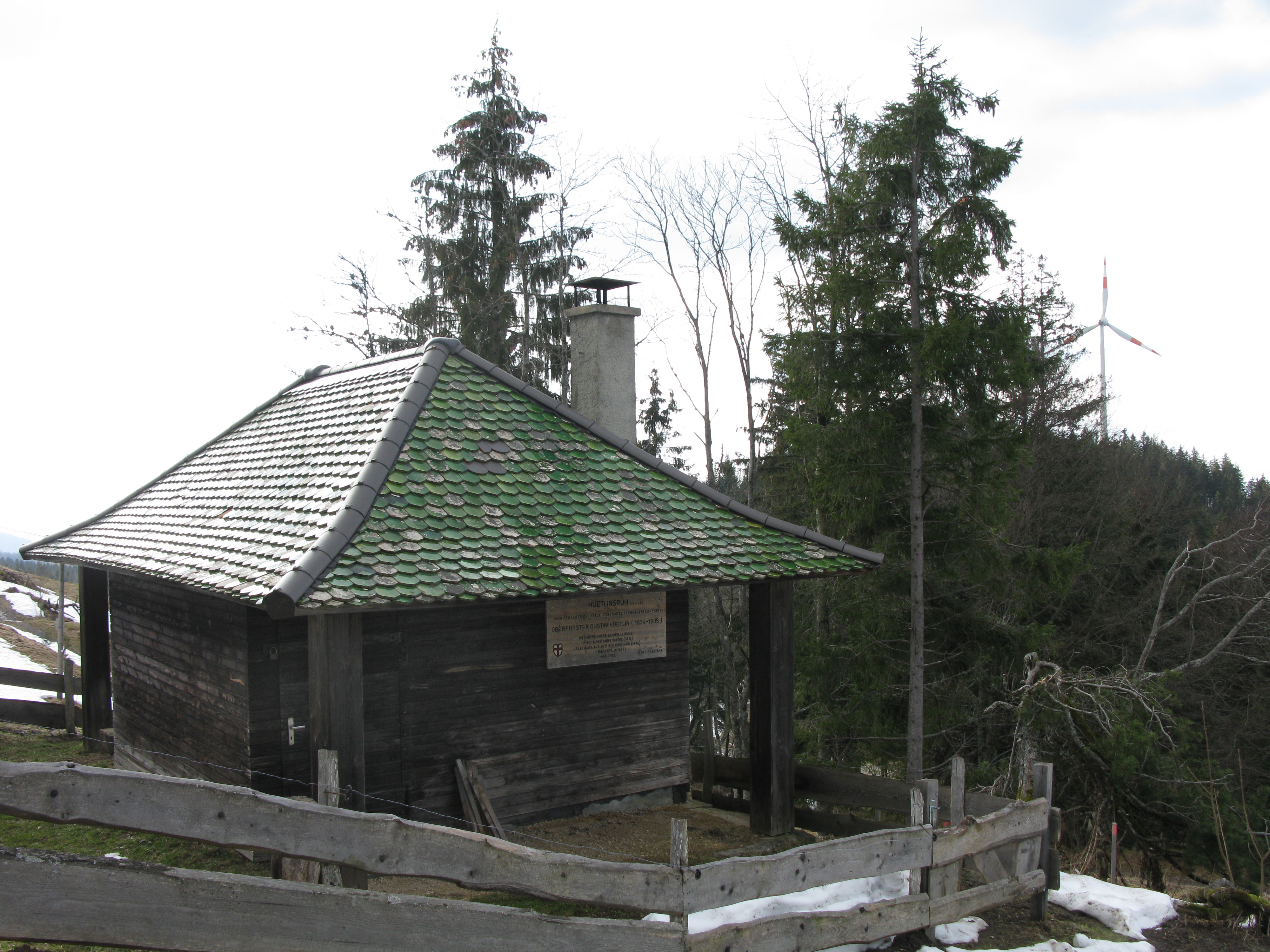
Schutzhütte Hüetlinsruh bei der Holzschlägermatte

Vor dem Bau der Straße existierten nur die vom Bohrertal fast direkt zum Gipfel führende Verbindung und – unter Umgehung des Gipfels – eine Verbindung vom Rhein- zum Wiesental, von Horben über die Eduardshöhe (benannt nach dem Freiburger Bürgermeister Eduard Fauler), den Gießhübel und die Halde zum Notschrei. Die städtischen Wälder am Schauinsland, der Bohrerwald, waren wenig erschlossen und das Holz wurde mittels Flößerei über den Bohrerbach (so genannt nach dem früher dort ausgeübten Handwerk der Deichelbohrer, im weiteren Verlauf ab Günterstal: Hölderlebach) zu Tale befördert. In Hoffnung auf Hilfe vom Kreis verhandelte man jahrelang mit den angrenzenden Gemeinden über eine Straße über Horben und die Eduardshöhe zum Schauinsland. Nach dem Scheitern wurde vom Bürgerausschuss am 14. Dezember 1893 der Bau einer „Fahrstraße vom Bohrerwirtshaus bis zum Rasthaus auf dem Schauinsland“ beschlossen. Das Rasthaus ist das heutige Berghotel westlich unterhalb des Gipfels. 90.781 Mark sollte die Straße kosten.
Am 15. September 1896 wurde die Straße eröffnet: „Im Verfolg dieses Planes wurde zunächst die Waldstraße auf den Schauinsland (1.286 m ü. d. M.) vom Bohrer (440 m ü. d. M.) bis zum Rasthaus mit einer Länge von 13 km als Holzabfuhr- und Chaisenweg (Privatweg) erstellt, dessen Kosten sich auf 121.000 Mark beliefen. Durch den Reinerlös des Weglinienholzes wurde rund die Hälfte dieser Summe, die andere durch Kapitalaufnahme gedeckt.“ In seiner Festrede erwähnte Oberbürgermeister Otto Winterer Oberförster Hüetlin als eigentlichen Initiator der Straße, der 35 Jahre im Dienst der städtischen Forstverwaltung stünde. An der Holzschlägermatte erinnert eine Schutzhütte mit dem Namen Hüetlinsruh an ihn. Ihm ist zudem die Anpflanzung von Fichten auf dem Ochsenberg in den Jahren 1864 bis 1870 zu verdanken. Um 1600 hatte der Berg den Freiburger Metzgern noch als Viehweide gedient und war vor der Anpflanzung um 1860 eine mit Unkraut überwucherte verlassene Weide.
In Erwartung zunehmender Motorisierung und Naherholung wurde schon damals an der Gabelung zwischen der Schauinslandstraße und dem Weg nach Horben das Hotel Friedrichshof (benannt nach dem damals regierenden Großherzog Friedrich I.) mit einer Gartenwirtschaft durch Karl Küchlin errichtet.

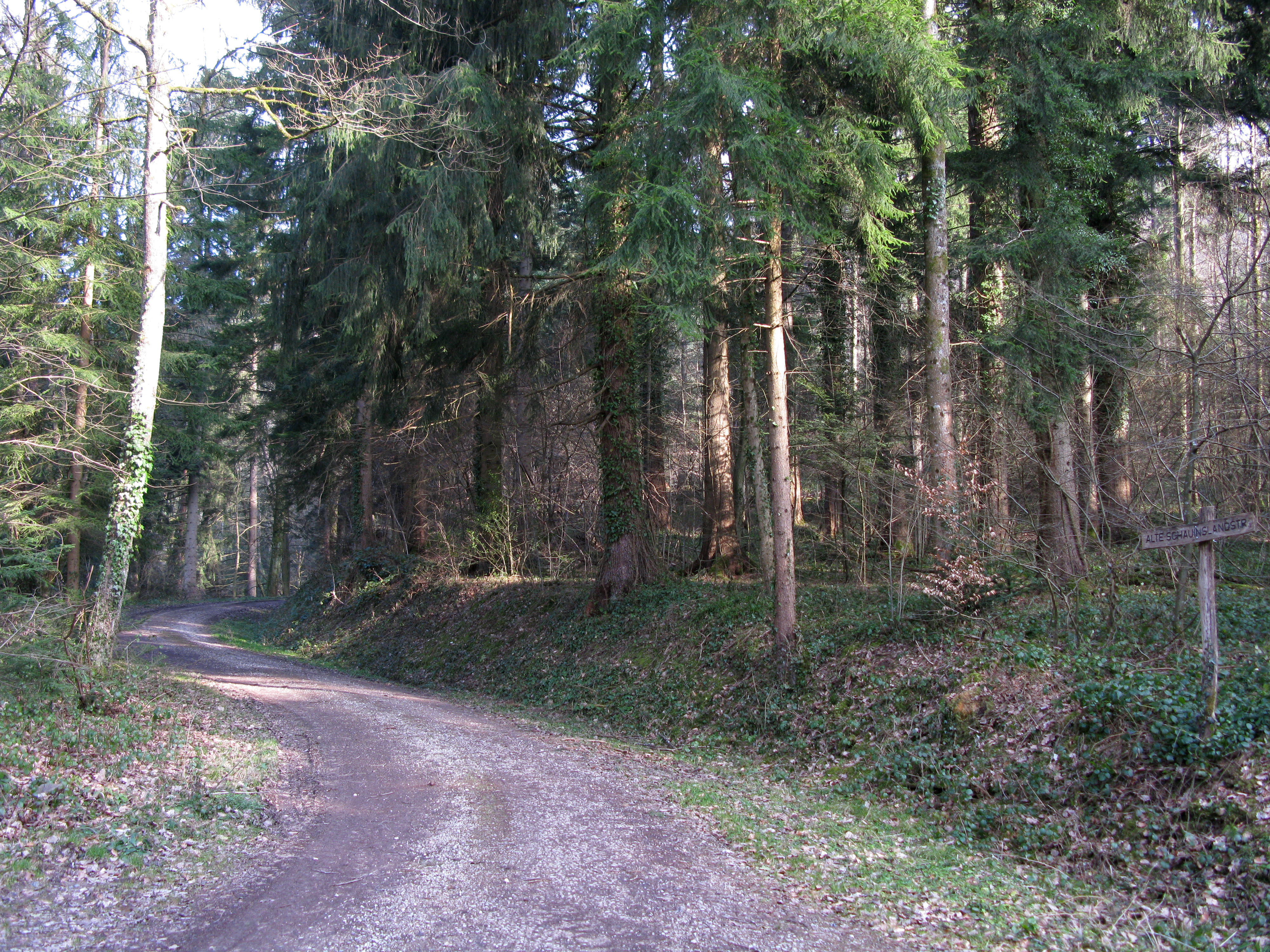
Alte Schauinslandstraße in Horben-Bohrer

In den Jahren 1900 bis 1901 wurden die Verlängerung von der Halde zum Notschrei und die Kreisstraße 9854 von der Gießhübel-Kurve zum Gasthaus Gießhübel erbaut.
Für das erste Bergrennen 1925 wurde die Straße vom städtischen Forstamt ausgebessert und gewalzt. Dazu wurde neben dem existierenden Steinbruch am Bohrer (direkt neben der Restauration zum Bohrer) ein weiterer bei der Brünnele-Kurve angelegt
Die prägnantesten Kurven tragen folgende Namen (bergwärts zwischen Friedrichshof und Passhöhe): Forsthaus-Kurve, Diesendobel-Kurve (auch Dießendobel-Kurve), Tiefenbach-Kurve, Heibrain-Kurve, Brünnele-Kurve, Weißenfels-Kurve, Holzschlägermatte, Gießhübel-Kurve, untere Rasthaus-Kurve, Ochsenberg-Kurve und obere Rasthaus-Kurve. Der ursprüngliche Verlauf der Straße zwischen Friedrichshof und Forsthaus-Kurve war etwas weiter südlich. Der Waldweg dort heißt heute noch Alte Schauinslandstraße. Auch in Günterstal wurde die Schauinslandstraße verlegt, und zwar 1905 beim Gasthaus Kybfelsen nach Südwesten. Die frühere Schauinslandstraße heißt heute Dorfstraße und ist teilweise verkehrsberuhigt.
1932 bekam die Schotterstraße einen Teerbelag. 1964 wurde sie verbreitert und die starke Wölbung beseitigt. 1972 war eine weitere Sanierung abgeschlossen, bei der sie einen neuen Belag und Doppelleitplanken erhielt. 2024 wurde die Straße erneut grundsaniert.
Seit 1984 ist die Schauinslandstraße vom 1. April bis 1. November an Wochenenden und Feiertagen für Motorräder gesperrt.
Für den Radverkehr ist die Schauinslandstraße Teil des Schauinslandradweges, der von über Oberried, Kirchzarten, die Wiehre und Günterstal einmal um den Schauinsland herum führt. Seit 2007 findet mit dem Schauinslandkönig ein Radrennen im Einzelzeitfahren statt, das von Bohrer bis zur Bergstation der Schauinslandbahn führt. Bei der Deutschland-Tour 2022 stellte die Schauinslandstraße den Schlussanstieg der 3. Etappe dar.

## Mautpflicht
Um den Unterhalt der Straße zu finanzieren, wurde ab dem 28. Oktober 1925 eine Mautpflicht eingeführt. Außerdem war das Befahren der Straße durch Lkw (außer mit Vollgummireifen) verboten. Omnibusse durften nur talwärts fahren. Die Gebühr betrug bei jeder Fahrt (berg- wie talwärts) für Autos 2 Reichsmark und für Motorräder 1 RM. An einer Schranke nach dem Friedrichshof standen die Mautwärter (jüngere, ledige Waldarbeiter aus Horben) und kassierten. Sowohl dort, wie auf der Passhöhe waren entsprechende Schilder aufgestellt. Nur während der hellen Tageszeiten von April bis November war zu zahlen. Bei Dunkelheit und Nebel blieb die Schranke offen. Auch wurde ab dem 27. November 1925 infolge Schneefalls keine Maut mehr erhoben.
Die Freiburger Ortsgruppe des ADAC hatte den Maßnahmen zwar zugestimmt, aber nicht bedacht, dass ihre Mitglieder, die bei den Rennen beteiligt waren, auch zahlen mussten. Schließlich wurde eine ermäßigte Gebühr und ab 1931 eine Pauschale von 600 RM fällig.
Im Juni 1933 wurde durch Oberbürgermeister Franz Kerber die Mautpflicht aufgehoben. Man erhoffte sich dadurch eine wirtschaftliche Hilfe für die in Not geratenen Höhenhotels und eine Belebung des Fremdenverkehrs.